# Archivio aggregato
Un archivio aggregato è un fondo archivistico di soggetto produttore pubblico o privato strettamente correlato con il soggetto produttore stesso, i cui vincoli istituzionali sono molto forti e rappresenta di fatto un "archivio nell'archivio".
Ne sono un esempio di archivi “aggregati” quelli di quei comuni definitivamente soppressi ed accorpati ad altro comune o gli archivi di comuni confluiti in un comune di nuova formazione, oppure, nel caso delle Congregazioni di carità, istituite con apposita legge presso ogni Comune, e degli Enti comunali di assistenza (ECA) che ne ereditarono nel 1937 le funzioni. Si parla pertanto, spesso in ambito di archivi privati, di archivi  ereditati tra istituzioni o pervenuti a vario titolo giuridico.
Già il Cencetti parlava de «i singoli componenti, le carte […], non solo provengono da un medesimo individuo, aggregato familiare o ente […], ma poiché costituiscono niente altro che uno fra i mezzi usati dall'ente o individuo per raggiungere i propri scopi, portano in loro stessi il vincolo della destinazione comune, sintetizzato nell'adempimento delle funzioni dell'ente o individuo medesimo […]».